# Віцеадмірал Захар'їн (тральщик)
«Віцеадмірал Захар'їн» — морський тральник проєкту 02668 військово-морського флоту Російської Федерації. Оснащений засобами виявлення і знешкодження мін п'ятого покоління з принципово новою схемою виявлення мін: пошук мін здійснюється за курсом, на відміну від попередніх проєктів тральників СРСР та Росії, на яких пошук здійснювався тральним озброєнням з кормових секторів.
Корабель названий на честь російського віцеадмірала Івана Яковича Захар'їна.

## Будівництво
Спочатку будувався для ВМС В'єтнаму, потім проєкт перероблений під вимоги ВМФ Росії. 26 травня 2006 року спущений на воду, протягом двох років проходив випробування на Балтійському морі.
Влітку 2008 року внутрішніми водними шляхами перейшов у Чорне море.

## Служба
17 січня 2009 року зарахований до складу Новоросійської військово-морської бази Чорноморського флоту ВМФ Росії. Поточний бортовий номер — 908.
21 лютого 2018 роки вийшов з пункту базування, пройшов протоками Босфор і Дарданелли і приступив до виконання завдань у складі постійного з'єднання Військово-Морського Флоту Росії в Середземному морі.
25 листопада 2018 року для підсилення російської блокади українських кораблей відправлений в Азовське море. Проходив Керченську протоку, коли там були 3 військових кораблі — «Яни Капу», «Бердянськ»
та «Нікополь».